# 崔熙
崔熙（韓語：최희，1986年7月18日—），前KBS電視台體育頻道主播，現為綜藝節目主持人。

## 演出作品

### 綜藝節目
- 2010年：KBS《I LOVE棒球》MC
- 2011年：KBS《Dream Team2》
- 2012年：KBS《男人的資格》
- 2013年：KBS《Happy Together Season 3》EP318
- 2014年：JTBC《舌戰》代理女MC
- 2014年：Tvn《SNL Korea》
- 2014年：Story On《TRUE LIVE SHOW》MC
- 2014年：OliveTV《Share house》固定成員
- 2014年：XTM《Baseball Wanna B》MC
- 2014年：Tvn《現場脫口秀Taxi》
- 2014年：JTBC《魔女狩猎》EP40
- 2014年：SBS《Running Man》EP198
- 2014年：KBS2《我是男人》EP07
- 2015年：MBC《神秘音樂秀：蒙面歌王》EP07、EP08

### 廣告
- 2013年：三星火災海上保險

### 社會活動
- 2012年：主持2012職業棒球聯賽最有價值球員（MVP）和最有價值新人球員等各獎項的頒獎儀式
- 2012年：韓國職業棒球金手套頒獎典禮頒獎嘉賓

## 外部連結
- 崔熙的twitter （页面存档备份，存于）
- NAVER （页面存档备份，存于）